# Lescousse
Lescousse är en kommun i departementet Ariège i regionen Occitanien i södra Frankrike. Kommunen ligger  i kantonen Pamiers-Ouest som ligger i arrondissementet Pamiers. År 2022 hade Lescousse 82 invånare.

## Befolkningsutveckling
Antalet invånare i kommunen Lescousse
Referens: INSEE